# Regina Görner

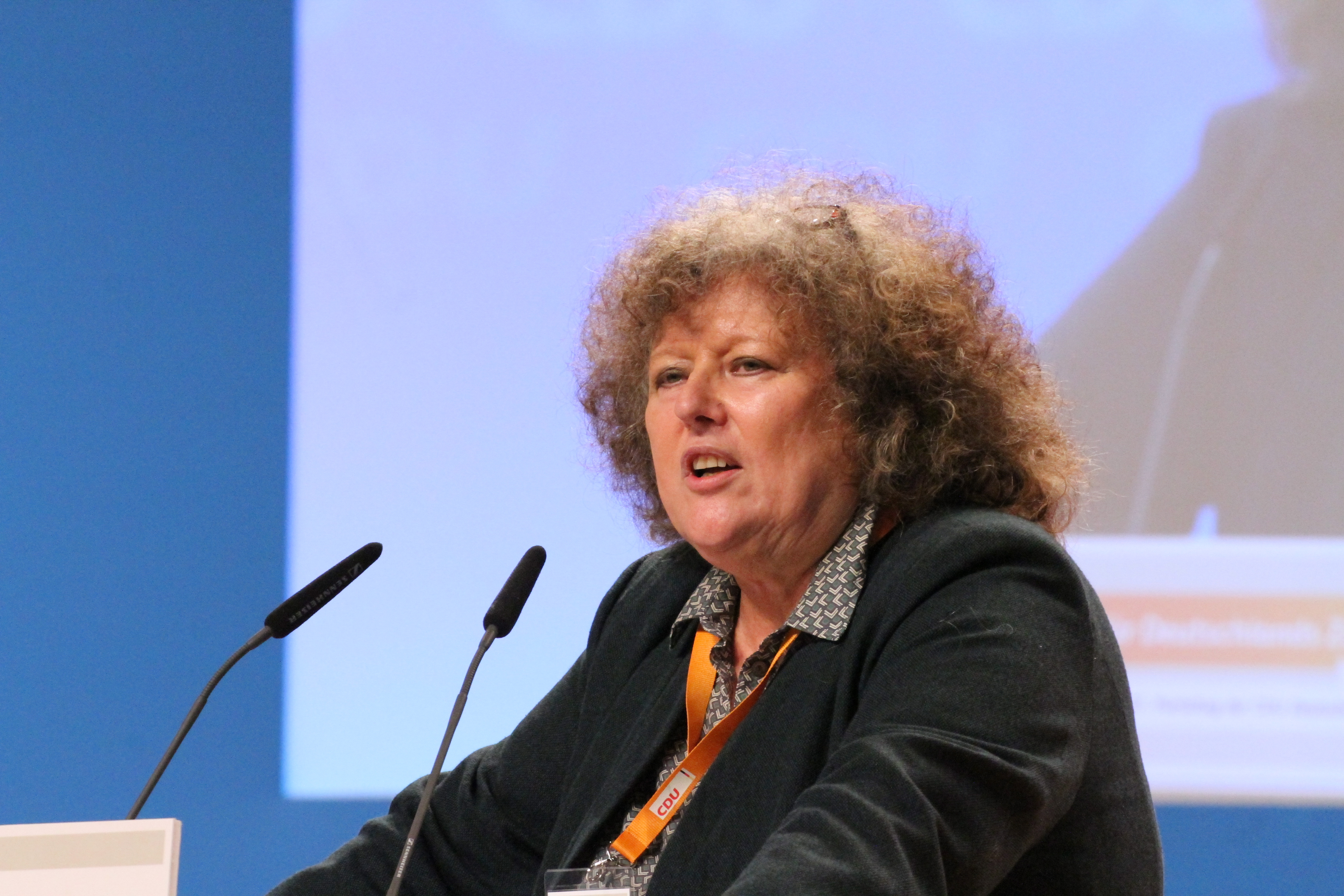
Regina Görner, 2014

Regina Görner (* 27. Mai 1950 in Trier) ist eine deutsche Gewerkschafterin und Politikerin (CDU). Von 1999 bis 2004 war sie Ministerin für Frauen, Arbeit, Gesundheit und Soziales im Saarland. Von 2000 bis 2016 war sie Mitglied im CDU-Bundesvorstand. Seit 2021 ist sie Vorsitzende der Bundesarbeitsgemeinschaft der Seniorenorganisationen (BAGSO).

## Beruflicher Werdegang
Nach dem Abitur 1968 absolvierte Regina Görner an der Ruhr-Universität Bochum zunächst ein Lehramtsstudium in Geschichte und Sozialwissenschaft und nahm dort anschließend 1974 ein Promotionsstudium auf. 1984 wurde sie mit einer Fallstudie zum spätmittelalterlichen Niederadel in Westfalen promoviert (1987 erschienen unter dem Titel Raubritter). Während ihres Promotionsstudiums war sie zunächst bis 1978 Stipendiatin der Konrad-Adenauer-Stiftung und arbeitete anschließend als wissenschaftliche Mitarbeiterin an der Universität.
Von 1985 bis 1988 war Görner Persönliche Referentin der Bundesministerin und Bundestagspräsidentin Rita Süssmuth. 1989 wurde sie Bezirkssekretärin der Gewerkschaft Öffentliche Dienste, Transport und Verkehr in Hessen. Ab 1990 war sie bis 1999 geschäftsführendes Vorstandsmitglied des Deutschen Gewerkschaftsbunds, ehe sie Ministerin im Saarland wurde. Nach ihrer Zeit als Ministerin war Görner von September 2005 bis zum Oktober 2011 geschäftsführendes Vorstandsmitglied der IG Metall. Bei der Wahl im Oktober 2011 trat sie nicht mehr zur Wiederwahl an.

## Politik
Regina Görner trat 1966 in die Junge Union sowie 1968 in die CDU und in die Christlich-Demokratische Arbeitnehmerschaft (CDA) ein. Seit 1991 ist sie Beisitzerin im Bundesvorstand der CDA.
Im Saarland war Görner von 1999 bis 2004 Ministerin für Frauen, Arbeit, Gesundheit und Soziales im ersten Kabinett von Peter Müller. 
Von 2000 bis 2016 gehörte sie dem CDU-Bundesvorstand an. 2010 trat sie den Lesben und Schwulen in der Union (LSU) als Zeichen gegen Diskriminierung bei, ohne jedoch selbst lesbisch zu sein. Seit 2012 ist Regina Görner Mitglied im Bundesvorstand der LSU.
Die passionierte Chorsängerin wurde im April 2011 einstimmig zur Präsidentin der Arbeitsgemeinschaft Deutscher Chorverbände (ADC), des übergreifenden und freiwilligen Zusammenschlusses von auf Bundesebene tätigen deutschen Chorverbänden, gewählt. Ende 2011 trat sie von diesem Posten zurück.
2015 wurde Görner auf Vorschlag der IG Metall in den Vorstand der Bundesarbeitsgemeinschaft der Seniorenorganisationen gewählt und war seit 2018 deren stellvertretende Vorsitzende. Am 7. Dezember 2021 wurde sie von der Mitgliederversammlung der BAGSO als Nachfolgerin von Franz Müntefering zur Vorsitzenden gewählt.

## Veröffentlichungen
- Raubritter. Untersuchung zur Lage des spätmittelalterlichen Niederadels, besonders im südlichen Westfalen. Aschendorff, Münster 1987, ISBN 3-402-05228-8.